# Andres Petrov
Andres Petrov (* 15. Oktober 1996) ist ein estnischer Snookerspieler. Er wurde 2022 Europameister und qualifizierte sich damit für die Spielzeiten 2022/23 und 2023/24 der professionellen World Snooker Tour. Zuvor gewann der neunmalige estnische Meister 2021 die Europameisterschaft im 6-Red-Snooker.

## Karriere

### 2012–2022: Anfänge
Im Juni 2012 nahm Petrov erstmals an der Herreneuropameisterschaft teil und erreichte die Runde der letzten 64, in der er dem Belgier Guy Hendrickx mit 3:4 unterlag. Im folgenden Jahr erreichte er bei der EM die Runde der letzten 32 und bei der Amateurweltmeisterschaft die Runde der letzten 64. Nachdem er bei der U21-Europameisterschaft 2014 das Sechzehntelfinale erreicht hatte, wurde Petrov im Mai 2014 durch einen 6:1-Finalsieg gegen Mihkel Rehepapp nach 2013 zum zweiten Mal estnischer Meister der Herren.
In der Saison 2014/15 nahm Petrov erstmals an zwei Turnieren der Players Tour Championship, einer für Amateure offenen Teilserie der Profitour, teil. Während er bei den Riga Open 2014 durch Siege gegen Antti Silvo und Jeff Cundy die Runde der letzten 128 erreichte, in der er mit 0:4 gegen Mark Joyce verlor, musste er sich in der entscheidenden Qualifikationsrunde zu den Gdynia Open 2015 dem Deutschen Lukas Kleckers mit 3:4 geschlagen geben. Im November 2014 erreichte Petrov beim Finalturnier der Baltic Snooker League das Halbfinale und unterlag dem späteren Turniersieger Benjamin McCabe (2:3). Bei der estnischen Meisterschaft 2015 gelang ihm durch einen 6:4-Sieg gegen Alexander Leitmäe die Titelverteidigung.
Im Juni 2015 zog er bei der Europameisterschaft ins Halbfinale ein und verlor mit 3:6 gegen Jamie Rhys Clarke. Einen Monat später erreichte er bei den Riga Open, bei seiner einzigen PTC-Teilnahme in der Saison 2015/16, nach einem 4:2-Sieg gegen Rod Lawler die Runde der letzten 64, in der er mit 0:4 gegen Peter Lines ausschied. Im Februar 2016 erreichte Petrov das Viertelfinale der U21-Europameisterschaft und unterlag dem späteren Turniersieger Josh Boileau. Wenige Tage später schied er bei der Herren-EM erneut im Halbfinale aus, diesmal gegen den späteren Europameister Jak Jones. Im Mai 2016 wurde er durch einen 6:2-Finalsieg gegen Alexander Leitmäe zum vierten Mal in Folge estnischer Meister.
Bei der U21-Weltmeisterschaft 2016 erreichte Petrov das Viertelfinale. Im März 2017 gelangte er bei der U21-EM ins Halbfinale, in dem er mit 0:5 gegen den Schweizer Alexander Ursenbacher verlor. Wenig später schaffte Petrov es bei der Herren-EM zum dritten Mal in Folge ins Halbfinale. Anschließend zog er durch einen 6:3-Sieg gegen Andrew Pagett ins Finale ein, in dem er dem Schotten Chris Totten mit 3:7 unterlag. Als EM-Finalist erhielt er einen Startplatz für die Qualifikation zur Profiweltmeisterschaft 2017, bei der er sein Erstrundenspiel mit 2:10 gegen Liam Highfield verlor.
Im Mai 2017 versuchte Petrov, sich über die Q School für die Profitour zu qualifizieren, scheiterte aber bei beiden Turnieren in der dritten Runde. Beim Snookerwettbewerb der World Games 2017 unterlag er in der ersten Runde dem späteren Goldmedaillengewinner Kyren Wilson mit 1:3. Ende des Jahres gewann er zum fünften Mal die estnische Meisterschaft, im Endspiel setzte er sich mit 6:0 gegen Alexander Leitmäe durch. Nachdem er bei der EM 2018 in der Runde der letzten 64 ausgeschieden war, musste er sich bei der WSF Championship in der Runde der letzten 32 dem Isländer Kristján Helgason geschlagen geben.
Im Mai 2018 trat Petrov erneut bei der Q School an. Nach zwei Auftaktniederlagen gewann er lediglich beim dritten Turnier ein Spiel. Nachdem er durch einen 6:3-Finalsieg gegen Denis Grabe die estnische Meisterschaft 2018 gewonnen hatte, schied er bei der EM 2019 im Sechzehntelfinale aus. Bei der Q School 2019 gewann Petrov insgesamt vier Spiele, davon drei beim ersten Turnier.
Zu Beginn der Saison 2019/20 erhielt Petrov eine Wildcard für das Riga Masters, bei dem er durch einen Sieg gegen Kishan Hirani in die Runde der letzten 64 einzog, in der er sich dem Chinesen Chen Zifan mit 0:4 geschlagen geben musste. Daneben nahm er in derselben Spielzeit an der Challenge Tour teil; er blieb bei vier seiner sechs Turnierteilnahmen sieglos und erreichte sein bestes Ergebnis im Oktober 2019 in Leeds, als er Andrew Doherty und Patrick Whelan besiegte, bevor er im Achtelfinale dem Engländer Ashley Hugill mit 1:3 unterlag. Einen Monat wurde er im Endspiel gegen Denis Sokolov (6:0) estnischer Meister.
Anfang 2020 erreichte Petrov bei den WSF Open das Achtelfinale und gewann wenig später in Tallinn durch einen 4:1-Finalsieg gegen Mark Mägi das Auftaktturnier der Baltic Snooker League. Im März gelangte er bei der 6-Red-Snooker-Europameisterschaft in die Runde der letzten 32. Am Jahresende 2020 gewann er zum achten Mal in Folge die nationale Meisterschaft, diesmal setzte er sich im Endspiel gegen Denis Grabe mit 6:3 durch. Ein Jahr später gelang ihm im Finale gegen Mark Mägi mit 6:1 erneut die Titelverteidigung.
Im Oktober 2021 wurde Petrov durch einen 5:0-Finalsieg gegen den Polen Paweł Rogoza Europameister im 6-Red-Snooker. Bei der Snooker-EM schied er hingegen in der Runde der letzten 32 aus. In der Saison 2021/22 nahm Petrov an der Q Tour teil, er trat jedoch nur bei einem Turnier an und erreichte dort das Sechzehntelfinale.
Im Juni 2022 besiegte Petrov bei der EM unter anderem Julian Bojko und Umut Dikme und zog ins Finale ein, in dem er durch einen 5:3-Sieg gegen den Belgier Ben Mertens Europameister wurde und sich somit für die Spielzeiten 2022/23 und 2023/24 der professionellen World Snooker Tour qualifizierte.

### Seit 2022: Profikarriere
Sein Profidebüt gab Petrov im Juli 2022 bei der Championship League, als er gegen Jamie Jones mit 1:3 verlor. Es folgte ein Unentschieden gegen Sam Craigie und eine Niederlage gegen David Lilley, womit er als Gruppenletzter ausschied. Sein erster Sieg als Profi gelang ihm im Oktober, als er sich in der Qualifikation zu den English Open gegen Victor Sarkis mit 4:3 durchsetzte, worauf beim Hauptturnier im Dezember eine 0:4-Niederlage in der Runde der letzten 64 gegen den Top-16-Spieler Zhao Xintong folgte. In der Qualifikation zur UK Championship 2022 gewann er drei Spiele, nach Siegen gegen Jamie O’Neill, Jackson Page und den Top-32-Spieler Gary Wilson musste er sich jedoch in der letzten Qualifikationsrunde dem Chinesen Xiao Guodong geschlagen geben.
Während Petrov bei den weiteren Ranglistenturnieren der Saison sieglos blieb, gewann er beim Einladungsturnier 6-Red World Championship 2023 ein Vorrundenspiel gegen Akani Songsermsawad und schied als Gruppendritter aus. Bei der WM-Qualifikation 2023 musste er eine 7:10-Auftaktniederlage gegen den Amateur Stan Moody hinnehmen. In der Weltrangliste beendete er seine erste Profisaison auf dem 113. Platz.
In der Championship League 2023 gelang ihm nur ein Unentschieden, sodass Petrov erneut in der Gruppenphase ausschied. Bei den Northern Ireland Open erreichte er durch zwei 4:3-Siege, unter anderem gegen Mark Allen, zum ersten Mal die Runde der letzten 32 bei einem Ranglistenturnier, wo er gegen Xing Zihao ausschied. Den Rest der Saison gelang ihm kein weiterer Sieg bei einem Ranglistenturnier, außer einem 10:1-Sieg über Ahmed Aly Elsayed bei der Weltmeisterschaft. Er beendete die Saison auf Platz 106 der Weltrangliste.[veraltet]

### Poolbillard
Petrov tritt gelegentlich auch im Poolbillard an. So nahm er im Oktober 2016 in Tallinn an einem Turnier der Baltic Pool League teil und erreichte das Viertelfinale. Zwei Monate später spielte er in allen vier Disziplinen bei der estnischen Meisterschaft mit und zog im 8-Ball ins Finale ein, in dem er Oliver Lepp mit 6:7 unterlag.

## Erfolge
Snooker
| Ergebnis | Jahr   | Turnier                     | Finalgegner       | Endstand |
| -------- | ------ | --------------------------- | ----------------- | -------- |
| Sieger   | 2013   | Estnische Meisterschaft     | Alexander Leitmäe | 6:0      |
| Sieger   | 2014   | Estnische Meisterschaft     | Mihkel Rehepapp   | 6:1      |
| Sieger   | 2015   | Estnische Meisterschaft     | Alexander Leitmäe | 6:4      |
| Sieger   | 2016   | Estnische Meisterschaft     | Alexander Leitmäe | 6:2      |
| Finalist | 2017   | Europameisterschaft         | Chris Totten      | 3:7      |
| Sieger   | 2017   | Estnische Meisterschaft     | Alexander Leitmäe | 6:0      |
| Sieger   | 2018   | Estnische Meisterschaft     | Denis Grabe       | 6:3      |
| Sieger   | 2019   | Estnische Meisterschaft     | Denis Sokolov     | 6:0      |
| Sieger   | 2020/1 | Baltic Snooker League       | Mark Mägi         | 4:1      |
| Sieger   | 2020   | Estnische Meisterschaft     | Denis Grabe       | 6:3      |
| Sieger   | 2021   | Estnische Meisterschaft     | Mark Mägi         | 6:1      |
| Sieger   | 2021   | Europameisterschaft (6-Red) | Paweł Rogoza      | 5:0      |
| Sieger   | 2022   | Europameisterschaft         | Ben Mertens       | 5:3      |

Poolbillard
| Ergebnis | Jahr | Turnier                          | Finalgegner | Endstand |
| -------- | ---- | -------------------------------- | ----------- | -------- |
| Finalist | 2016 | Estnische Meisterschaft (8-Ball) | Oliver Lepp | 6:7      |

## Saisonübersicht
| Weltrangliste WRL | AP EP |

| – ET |
| – ET |

| –    |
| – ET |

| –    |
| – ET |

| R1   |
| – ET |

| R1 |
|    |

| Legende | Legende                               |
| ------- | ------------------------------------- |
| S       | Sieger                                |
| F       | Finalist                              |
| HF      | Halbfinalist                          |
| VF      | Viertelfinalist                       |
| AF      | Achtelfinalist                        |
| LX      | Niederlage in der Runde der letzten X |
| RX      | Niederlage in Runde X                 |
| WR      | Niederlage in der Wildcardrunde       |
| QR      | Niederlage in der Qualifikation       |
| NQ      | Nicht qualifiziert                    |
| –       | nicht teilgenommen                    |
| –       | keine Weltranglistenplatzierung       |
| n. a.   | nicht ausgetragen                     |
| k. R.   | keine Rangliste                       |
| TS / TN | Turniersiege / Teilnahmen             |
| AP      | Ranglistenposition am Saisonbeginn    |
| EP      | Ranglistenposition am Saisonende      |